# Gros Ventre (rivière)
Pour les articles homonymes, voir Gros Ventre (homonymie).
La rivière Gros Ventre est un affluent de la rivière Snake situé dans l'État du Wyoming aux États-Unis.

## Géographie
Ce cours d'eau prend sa source dans le massif de Gros Ventre dans l'ouest du Wyoming, et rejoint la Rivière Snake dans la vallée de Jackson Hole.
Son nom provient de la tribu des Amérindiens Gros Ventre qui furent ainsi dénommés par les premiers trappeurs et coureurs des bois français et Canadiens français.
En 1925, un éboulement rocheux du massif de Gros Ventre créa un barrage sur la rivière Gros Ventre formant un lac (Lower slide Lake) dans le parc de la forêt nationale de Bridger-Teton.
En 1927, ce barrage naturel céda et les eaux inondèrent la ville de Kelly dans le Wyoming.
La rivière s'écoule entre d'étroits canyons et des plaines arborées de peupliers de Virginie. 